# Новознаменка (Генический район)
Новознаменка (укр. Новознаменка) — посёлок в Ивановской поселковой общине Генического района Херсонской области Украины.
Население по переписи 2001 года составляло 84 человека. Занимает площадь 24,031 км². Почтовый индекс — 75441. Телефонный код — 5531.

## Местный совет
75441, Херсонская обл., Ивановский р-н, с. Новодмитровка Вторая, ул. Ленина, 18